# Czerwona Górka (Bartoszyce)
Czerwona Górka (deutsch Rothgörken) ist ein Ort in der polnischen Woiwodschaft Ermland-Masuren. Er gehört zur Gmina Bartoszyce (Landgemeinde Bartenstein) im Powiat Bartoszycki (Kreis Bartenstein (Ostpr.)).

## Geographische Lage
Czerwona Górka liegt am Südwestufer des Jezioro Kinkajmskie (deutsch Kinkeimer See) in der nördlichen Mitte der Woiwodschaft Ermland-Masuren. Bis zur ehemaligen und heute auf russischem Hoheitsgebiet gelegenen Kreisstadt Friedland (russisch Prawdinsk) sind es 29 Kilometer in nördlicher Richtung, bis zur heutigen Kreismetropole Bartoszyce (Bartenstein) fünf Kilometer in nordwestlicher Richtung.

## Geschichte

### Ortsgeschichte
Das Gut mit seinem ursprünglichen Namen Rottgeriken hieß nach 1570 Rothgericken, nach 1774 Rothgärken, vor 1785 Rothgerken, nach 1785 Rothgoerken und nach 1820 Rothgörken. Gutsbesitzer waren die Familien von Knobloch (1570), von Lilienklau (1702), von Polenz (1717), von Kuenheim (1731), von Korf, von Löfen (1794 bis 1805), von Lengefeldt (1815), von Kurowski (1820) und Lobach (1830).
Am 11. Juni 1874 wurde Rothgörken Amtsdorf und damit namensgebend für einen Amtsbezirk im Kreis Friedland (1927 bis 1945: „Kreis Bartenstein“) im Regierungsbezirk Königsberg der preußischen Provinz Ostpreußen. Im Jahre 1910 zählte Rothgörken 51 Einwohner. Bis 1909 war die Familie Vonberg Eigentümer des Gutes, gefolgt von Paul Wenk, dem es bis 1945 gehörte.
Am 30. September 1928 wurde der Gutsbezirk Rothgörken in den Nachbarort Sandlack (polnisch Sędławki) eingemeindet und somit dem Amtsbezirk Kinkeim zugeordnet. Kurze Zeit später wurde der Amtsbezirk Rothgörken aufgelöst.
Das Gut Rothgörken umfasste im Januar 1945 insgesamt 262,5 Hektar, davon waren 168 Hektar Acker, 53 Hektar Weiden, 15 Hektar Wiesen, 43 Hektar See, und der Rest Unland.
In Kriegsfolge fiel 1945 das gesamte südliche Ostpreußen an Polen. Rothgörken erhielt die polnische Namensform „Czerwona Górka“  und ist heute Teil der Landgemeinde Bartoszyce (Bartenstein) im Powiat Bartoszycki (Kreis Bartenstein (Ostpr.)), von 1975 bis 1998 der Woiwodschaft Olsztyn, seither der Woiwodschaft Ermland-Masuren zugehörig. Im Jahre 2021 zählte der Ort lediglich 1 Einwohner.

### Amtsbezirk Rothgörken (1874–1930)
Der Amtsbezirk Rothgörken bestand bei seiner Errichtung im Jahre 1874 aus neun Orten. Bei seiner Auflösung gehörten noch zwei Orte dazu, die dann in den Amtsbezirk Maxkeim (polnisch Maszewo) umgegliedert wurden:
| Deutscher Name           | Polnischer Name | Anmerkungen                                           |
| ------------------------ | --------------- | ----------------------------------------------------- |
| Glittehnen               | Glitajny        | 1928 nach Wordommen (Amtsbezirk Kinkeim) umgegliedert |
| Losgehnen (LG)           | Lusiny          | 1930 in den Amtsbezirk Maxkeim umgegliedert           |
| Losgehnen (GB)           |                 | 1928 in die LG Losgehnen eingemeindet                 |
| Passarien (LG)           | Pasaria         | 1928 in die LG Losgehnen eingemeindet                 |
| Passarien (GB)           |                 | 1928 in die LG Losgehnen eingemeindet                 |
| Perkuiken                | Perkujki        | 1881 in den Amtsbezirk Groß Schwaraunen umgegliedert  |
| Rothgörken               | Czerwona Górka  | 1928 nach Sandlack (Amtsbezirk Kinkeim) umgegliedert  |
| Sandlack                 | Sędławki        | 1928 in den Amtsbezirk Kinkeim umgegliedert           |
| Wangritten (LG)          | Węgoryty        | 1930 in den Amtsbezirk Maxkeim umgegliedert           |
| ab 1906: Wangritten (GB) |                 | 1928 in die LG Wangritten eingegliedert               |

## Religion
Christentum
Bis 1945 war Rothgörken in die evangelische Stadtkirche Bartenstein in der Kirchenprovinz Ostpreußen der Kirche der Altpreußischen Union, außerdem in die römisch-katholische St.-Bruno-Kirche in der Kreisstadt im damaligen Bistum Ermland eingepfarrt.
Heute gehört Czerwona Górka kirchlich ebenfalls zur Kreisstadt: katholischerseits zur dortigen Pfarrei im jetzigen Erzbistum Ermland, evangelischerseits zur Kirchengemeinde der Stadt, die nun eine Filialgemeinde der Johanneskirche in Kętrzyn (Rastenburg) in der Diözese Masuren der Evangelisch-Augsburgischen Kirche in Polen ist.

## Verkehr
Czerwona Górka liegt an einer Nebenstraße, die bei Sędławki (Sandlack) von der polnischen Woiwodschaftsstraße 592 (ehemalige deutsche Reichsstraße 135) abzweigt und bis nach Lusiny (Losgehnen) führt. Eine Bahnanbindung besteht nicht.